# عوامل هوشمند JACK
JACK Intelligent Agents یا عامل هوشمند JACK، یک چارچوب در زبان برنامه نویسی جاوا برای توسعه سیستم چند عاملی است. این عامل توسط نرم افزار عمل گرای PTY.Ltd (AOS) ساخته شده است و یک پلتفرم نسل سوم محسوب می شود که بر اساس تجربیات سیستم استدلال رویه ای (PRS) و سیستم استدلال چند عاملی توزیع شده (dMARS) ساخته شده است. JACK یکی از معدود سیستم های چند عاملی است که از مدل نرم افزار BDI استفاده می کند و زبان برنامه ریزی مبتنی بر جاوا و ابزارهای برنامه ریزی گرافیکی خود را ارائه می دهد.

## همچنین ببینید
- مدل مبتنی بر عامل
- زبان ارتباطی عامل
- عامل خودمختار
- مدل نرم افزاری باور-میل-نیت
- معماری شناختی
- سیستم استدلال چند عاملی توزیع شده
- عامل هوشمند
- چارچوب توسعه عامل جاوا
- سامانه ی چند عاملی
- سیستم استدلال رویه ای
- عامل نرم افزاری